# Thelma Films
Thelma Films est une société de production cinématographique indépendante fondée en 2004 par Christine Gozlan .

## Filmographie
- 2021 : Mince alors 2 !, de Charlotte de Turckheim
- 2020 : Les Apparences, de Marc Fitoussi
- 2018 : Thomas, de Laura Smet (court métrage)
- 2017 : Bonne Pomme, de Florence Quentin
- 2017 : L'Indomptée, de Caroline Deruas
- 2016 : Je ne suis pas un salaud , de Emmanuel Finkiel
- 2014 : United Passions, de Frédéric Auburtin
- 2014 : Tout est permis, de Coline Serreau
- 2014 : Divin Enfant, de Olivier Doran
- 2013 : Amour et Turbulences, d'Alexandre Castagnetti
- 2013 : Rue Mandar, de Idit Cebula;
- 2012 : À cœur ouvert, de Marion Laine;
- 2012 : Mince alors !, de Charlotte de Turckheim;
- 2011 : La Clé des champs, de Claude Nuridsany et Marie Pérennou;
- 2011 : La Brindille, de Emmanuelle Millet;
- 2011 : Un baiser papillon, de Karine Silla;
- 2010 : Le Bruit des glaçons, de Bertrand Blier;
- 2010 : Donnant Donnant, d'Isabelle Mergault;
- 2010 : Joseph et la Fille, de Xavier de Choudens;
- 2009 : L'Homme de chevet, de Alain Monne;
- 2008 : Le Premier Cercle, de Laurent Tuel;
- 2008 : Le code a changé, de Danièle Thompson;
- 2007 : Si c'était lui..., d'Anne-Marie Étienne;
- 2006 : La Californie, de Jacques Fieschi;
- 2006 : Président, de Lionel Delplanque;
- 2006 : Le Passager de l'été, de Florence Moncorgé-Gabin;
- 2006 : Fauteuils d'orchestre, de Danièle Thompson